# Cartoon Creation
Cartoon Creation est une maison d'édition créée en 1990 par Peyo. Après avoir édité seulement trois bandes dessinées, la firme est dissoute en 1992 et les droits des albums estampillés Peyo à sortir à partir de cette période sont revendus aux éditions Le Lombard. Dupuis gardera les droits des albums sortis sous sa bannière, tandis que les deux albums des Schtroumpfs sortis chez Cartoon Creation seront transférés chez Le Lombard.

## Publications
- L'Aéroschtroumpf (1990)
- L'Étrange Réveil du Schtroumpf paresseux (1991)
- Pierrot et la Lampe (1991, prépublié à l'origine en 1960 dans le journal Bonux Boy)